# Astragalus emoryanus
Astragalus emoryanus là một loài thực vật có hoa trong họ Đậu. Loài này được (Rydb.) Cory miêu tả khoa học đầu tiên.